# مونسی (ایندیانا)
مونسی، ایندیانا (به انگلیسی: Muncie, Indiana) یک شهر در ایالات متحده آمریکا با جمعیت ۷۰٬۰۸۵ نفر است که در ایندیانا واقع شده‌است.

## موقعیت جغرافیایی
موقعیت جغرافیایی شهرها و مناطق اطراف به شرح زیر است: